# Kaleidoskop
 For alternative betydninger, se Kaleidoscope.
Kaleidoskop er et eksperimenterede teater med tre scener i København. Teatret består af Kaleidoskop K1, der ligger på Nørrebro, Kaleidoskop K2 på Østerbro. Den tredje scene, K½, er placeret i foyeren ved K2.
Teatret blev grundlagt under navnet Københavneren i 1994 af Mikkel Harder Munck-Hansen samt Martin Tulinius, som forblev direktør for teatret indtil 2009. Kaleidoskops fokus var fra starten på det anderledes teater, og reportoiret består bl.a. af ny dansk dramatik og eksperimenterende musikteater.
I december 2008 blev det offentliggjort, at Københavns Kommune med virkning fra sæson 2009 fjerner støtten til teatret, der dermed lukker.[kilde mangler]